# 愛知県道151号・岐阜県道114号一宮各務原線

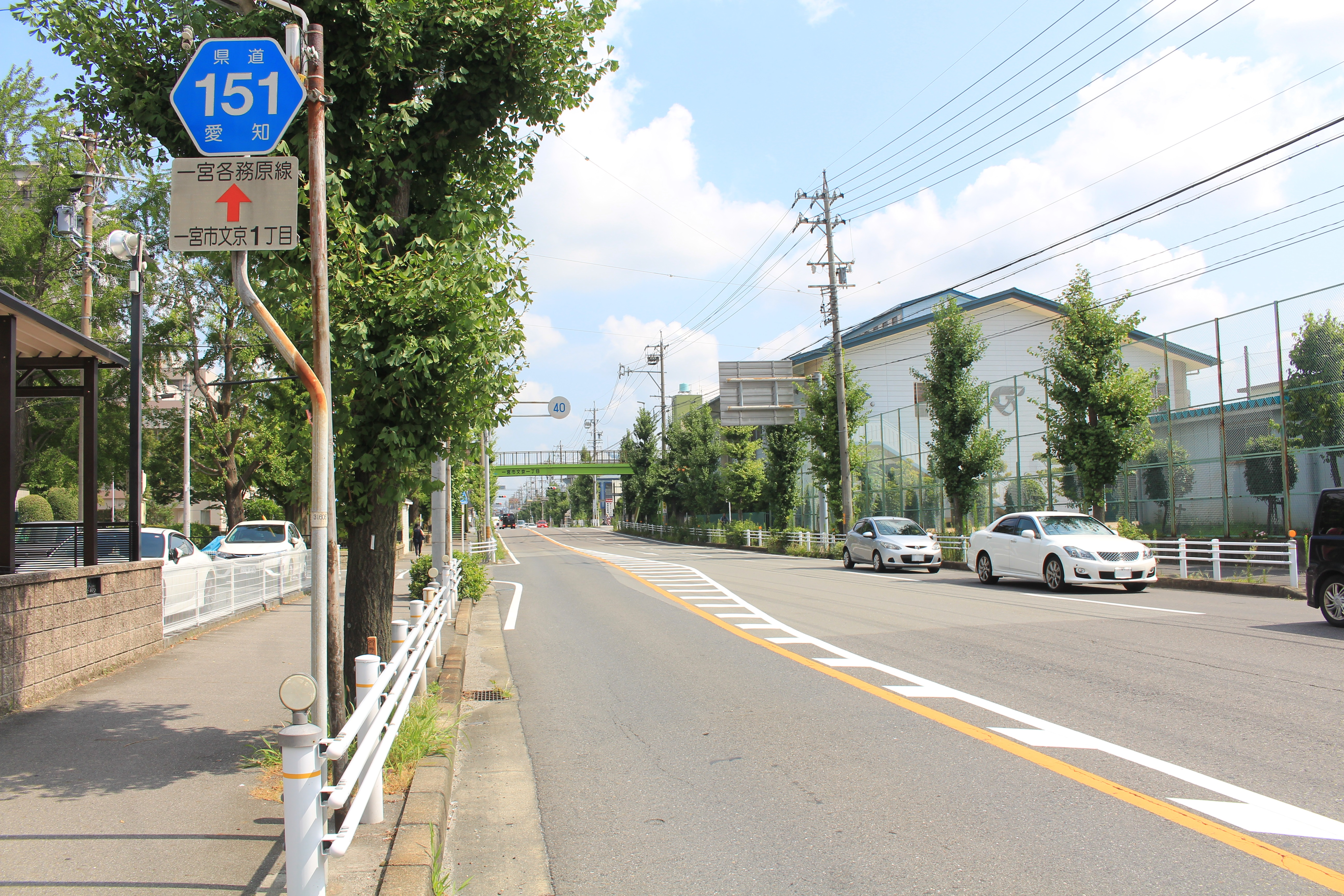
愛知県道151号一宮各務原線、愛知県一宮市文京1丁目にて

愛知県道151号・岐阜県道114号一宮各務原線（あいちけんどう151ごう・ぎふけんどう114ごう いちのみやかかみがはらせん）とは、愛知県一宮市と岐阜県各務原市を結ぶ一般県道である。

## 概要

### 路線データ
- 起点：愛知県一宮市（愛知県道18号大垣一宮線交点）
- 終点：岐阜県各務原市（国道21号交点）
- 路線途絶区間：岐阜県各務原市川島松倉町 - 同市下中屋町間の木曽川本流部
- 車両通行止め区間：岐阜県各務原市川島松倉町 - 岐阜県各務原市下中屋町（中屋橋）

## 重複区間
- 岐阜県道95号芋島鵜沼線（各務原市下中屋町）

2020年（令和2年）4月1日から県道95号の各務原市大佐野町1丁目から前渡西町間で経路変更が行われ、下中屋町の一部区間で重複するようになる。

## 路線状況

### 別名
- 三井街道（各務原市）

岐阜県道178号下中屋笠松線交点以北から本道路の終点を越え、旧国道21号「那加メーンロード」までの区間は、三井街道と呼ばれている。
- 中島通り（一宮市）
- 松降通り（一宮市）

### 途中途絶区間
当県道には木曽川本流を渡る橋梁が存在しないため、岐阜県内に途中途絶区間が存在する。この区間には木曽川を渡る県営渡船（松倉渡船）があったが、1962年に約2km下流に川島大橋が架橋されたため廃止されている。木曽川を渡るには前述の川島大橋（岐阜県道180号松原芋島線）または各務原大橋まで迂回する必要があるが、川島大橋は架け替えで通行止めとなったため、平成川島橋（岐阜県道93号川島三輪線）へ迂回となる。
北派川（新境川）に架かる中屋橋（1962年完成。全長48.6 m、全幅3.1 m）は老朽化および河川敷への不法廃棄物投棄防止のため、木曽川本流右岸から中屋橋（木曽川北派川）までは車両通行止めである（歩行者は通行可能）。2020年現在、中屋橋は各務原の市道（各務原市道稲922）となっている。

### 主な道路施設
- 河田橋（木曽川南派川、県境）
- 中屋橋（木曽川北派川、車両通行止め）

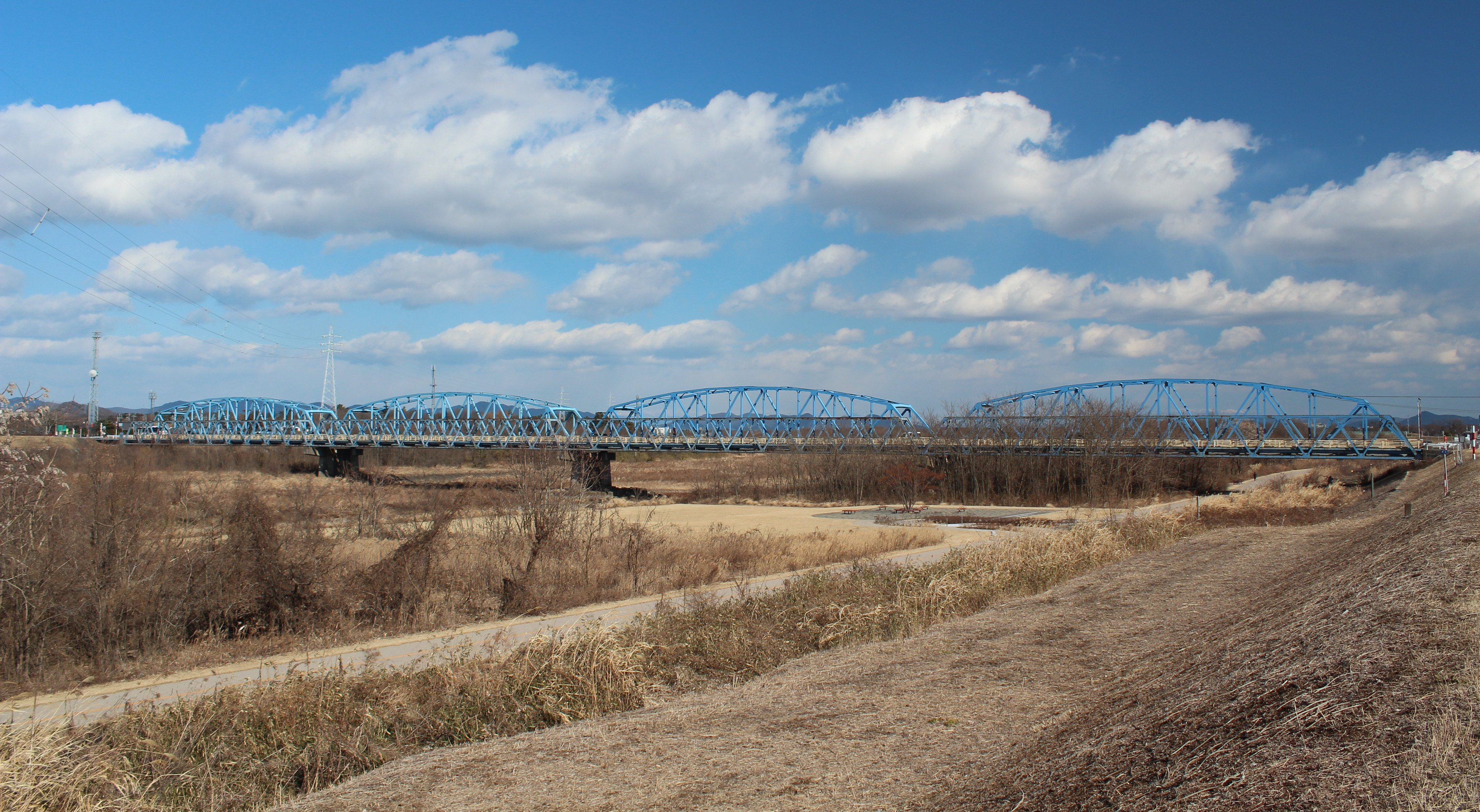
木曽川（南派川）に架かる河田橋、県境
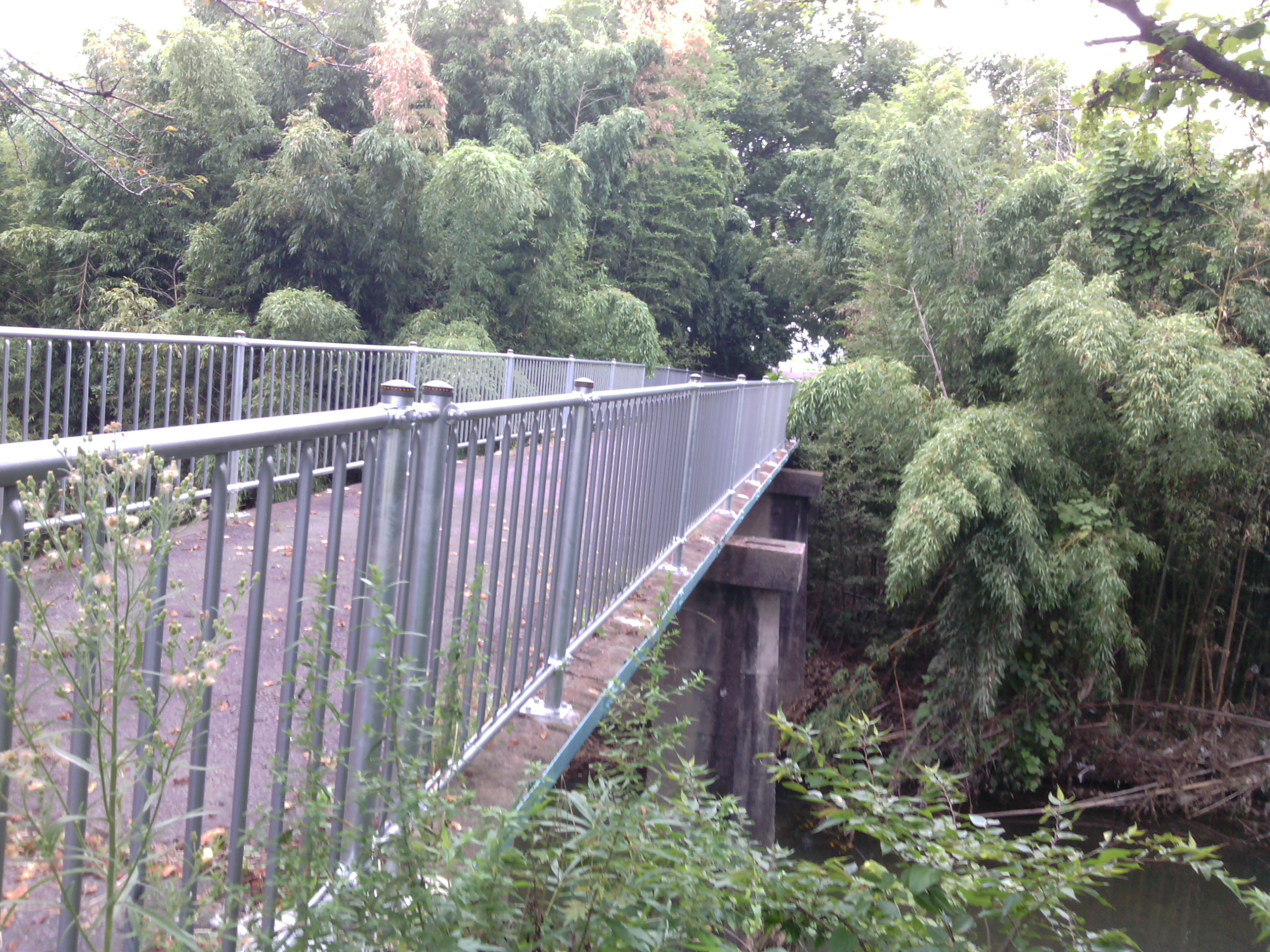
中屋橋（改修後、2015年8月）

## 地理

### 通過する自治体
- 愛知県
  - 一宮市
- 岐阜県
  - 各務原市

### 接続する道路
- 愛知県道18号大垣一宮線（大正通り）（愛知県一宮市）
- 国道22号（名岐バイパス）（愛知県一宮市）
- 愛知県道193号大垣江南線（愛知県一宮市）
- 愛知県道153号浅井清須線（愛知県一宮市）
- 愛知県道175号江南木曽川線（愛知県一宮市）
- 愛知県道183号浅井犬山線（愛知県一宮市）
- 愛知県道182号里小牧北方江南線（愛知県一宮市）
- 岐阜県道180号松原芋島線（川島ハナミズキ街道）（岐阜県各務原市）
- 岐阜県道178号下中屋笠松線（岐阜県各務原市）
- 岐阜県道95号芋島鵜沼線（木曽川街道）（岐阜県各務原市）
- 岐阜県道93号川島三輪線（岐阜県各務原市）
- 国道21号（那加バイパス）（岐阜県各務原市）

### 沿線
- 一宮市立北部中学校
- 一宮市立市民病院
- 浅井神社
- 浅井山公園
- 一宮市立浅井南小学校
- 各務原市立川島中学校
- 河野西入坊
- 各務原市立稲羽西小学校
- 御井神社